# Павловская волость (Севский уезд)
Павловская волость — административно-территориальная единица в составе Севского уезда.
Административный центр — село Павловичи.
Волость была образована в ходе реформы 1861 года; объединяла 7 населённых пунктов.
В 1880-х годах Павловская волость была упразднена, а её территория вошла в Орлинскую волость.
Ныне вся территория бывшей Павловской волости входит в Суземский район Брянской области.